# Byabarra
Byabarra är en ort i Australien. Den ligger i kommunen Port Macquarie-Hastings och delstaten New South Wales, i den sydöstra delen av landet, omkring 290 kilometer nordost om delstatshuvudstaden Sydney. Orten hade 328 invånare år 2016.
Närmaste större samhälle är Wauchope, omkring 19 kilometer nordost om Byabarra.